# اوسنیچ
اوسنیچ (به صربی: Osnić) یک منطقهٔ مسکونی در صربستان است که در Boljevac واقع شده‌است. اوسنیچ ۱٬۳۴۰ نفر جمعیت دارد.